# كوينسي (فلوريدا)
كوينسي (بالإنجليزية: Quincy)‏ هي مدينة أمريكية تقع في ولاية فلوريدا. تبلغ مساحة هذه المدينة 19.7 (كم²)،ويبلغ عدد سكانها 6982 نسمة حسب إحصاء سنة 2010 م 6982.تشير إحصاءات سنة 2000م بأن الكثافة السكانية في هذه المدينة تقدر بـ(354.4) نسمة/كم2 

## معرض صور

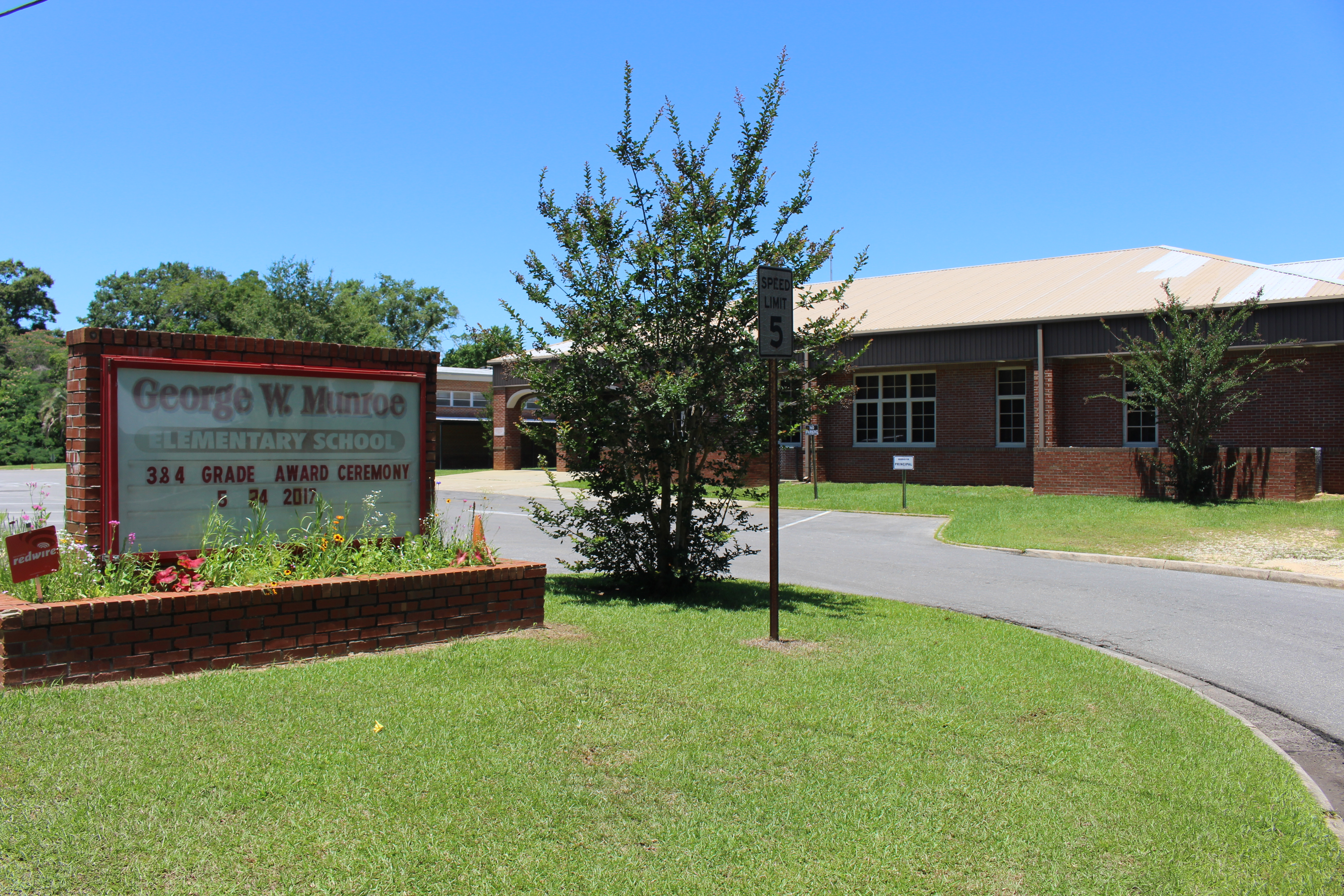
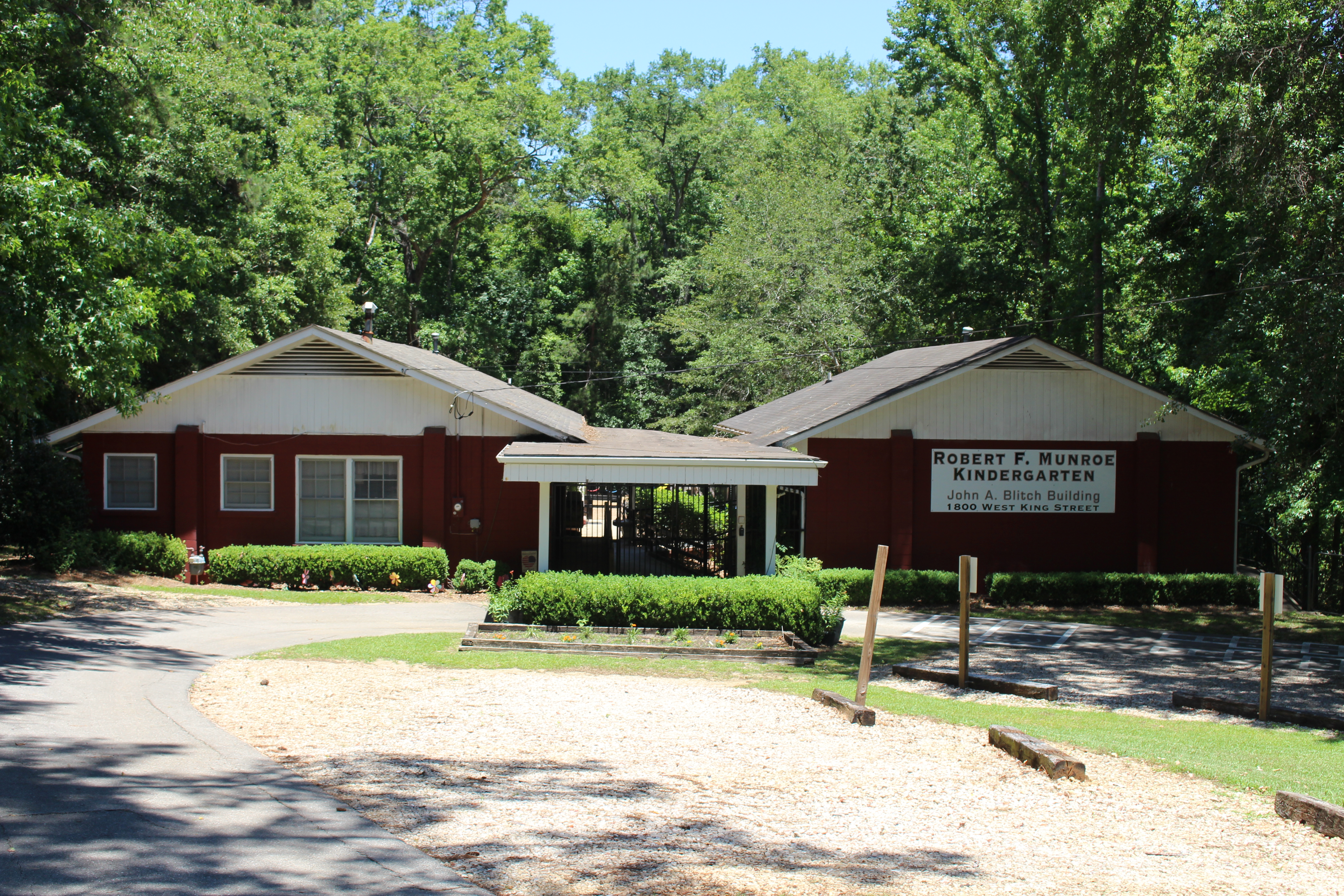
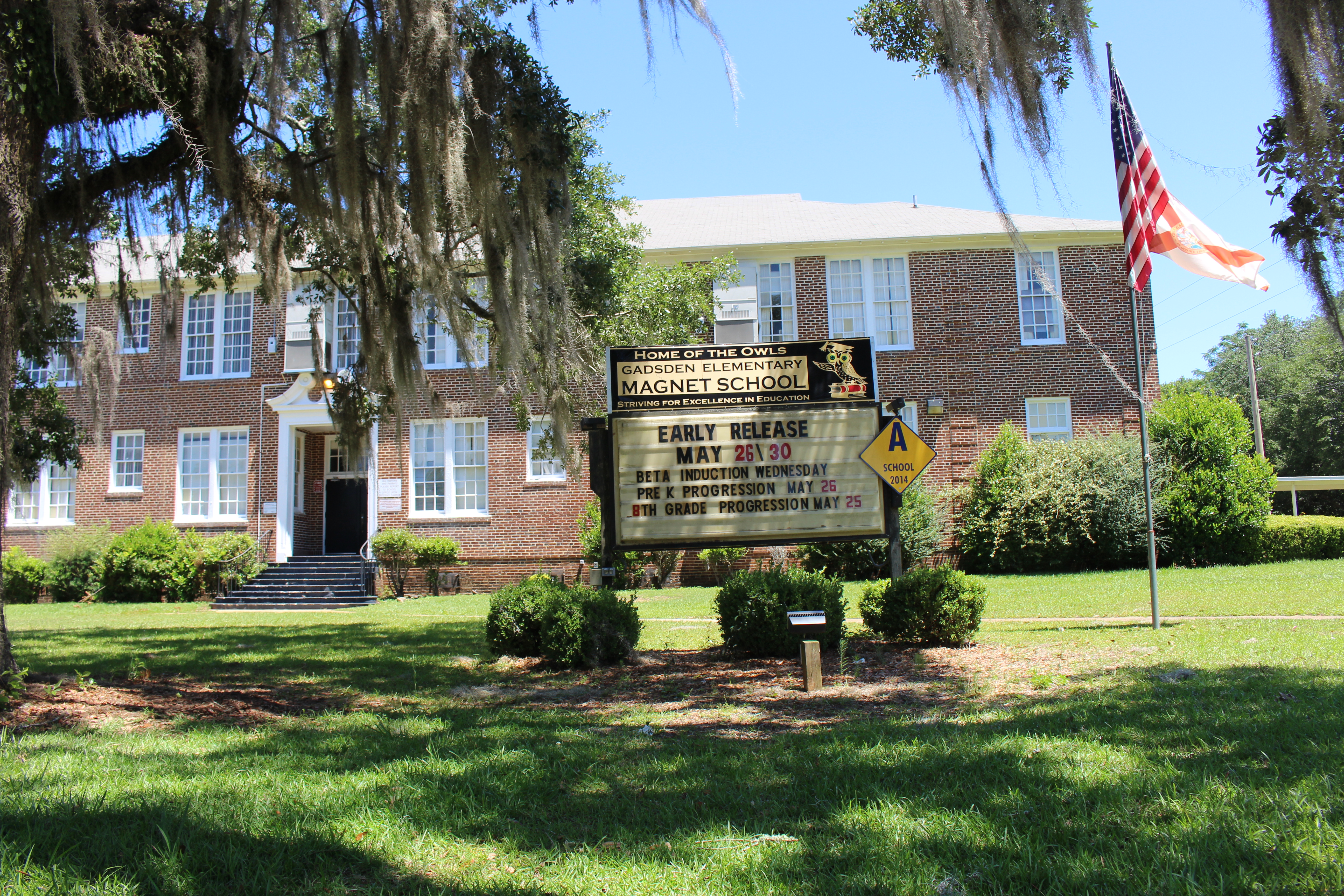
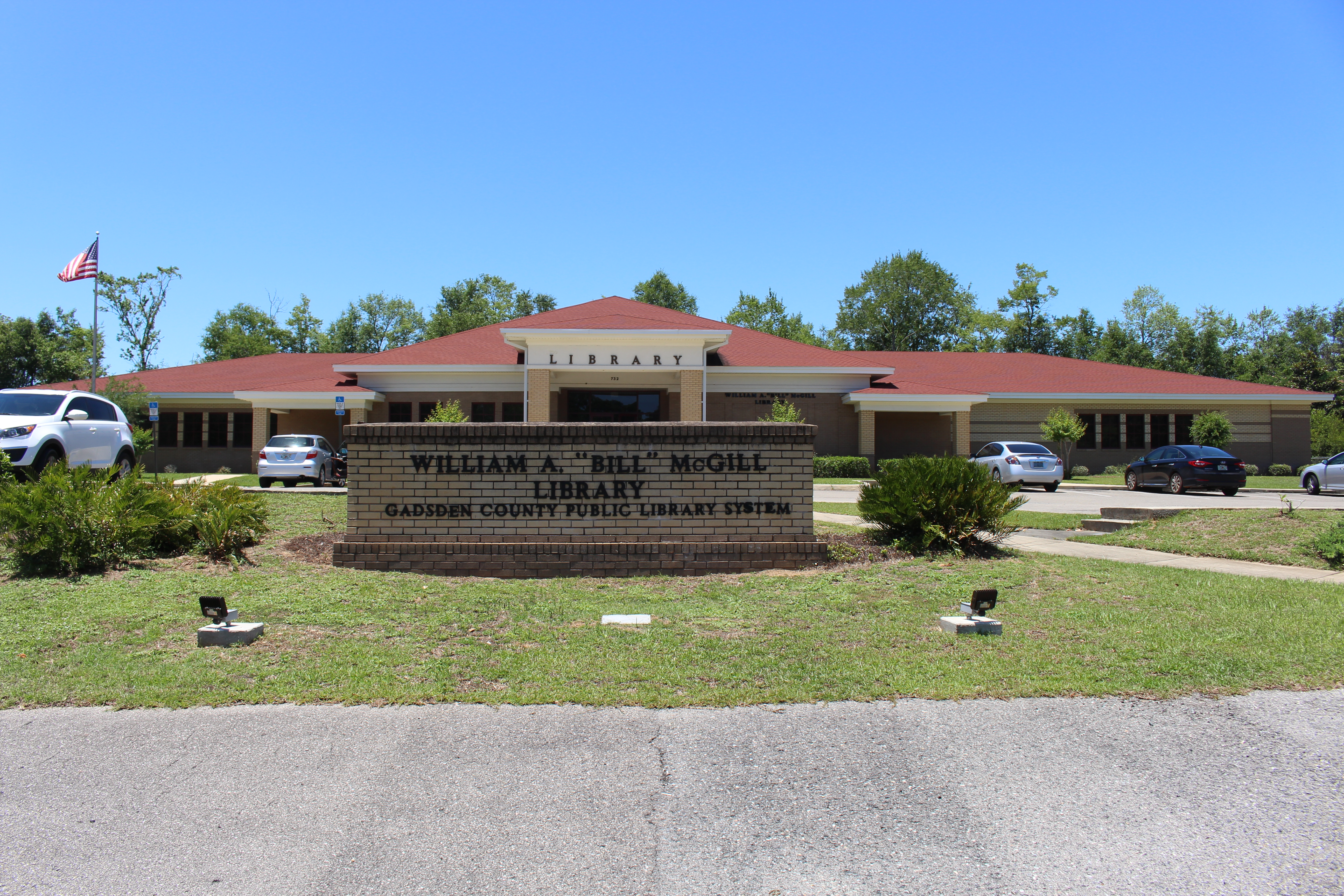
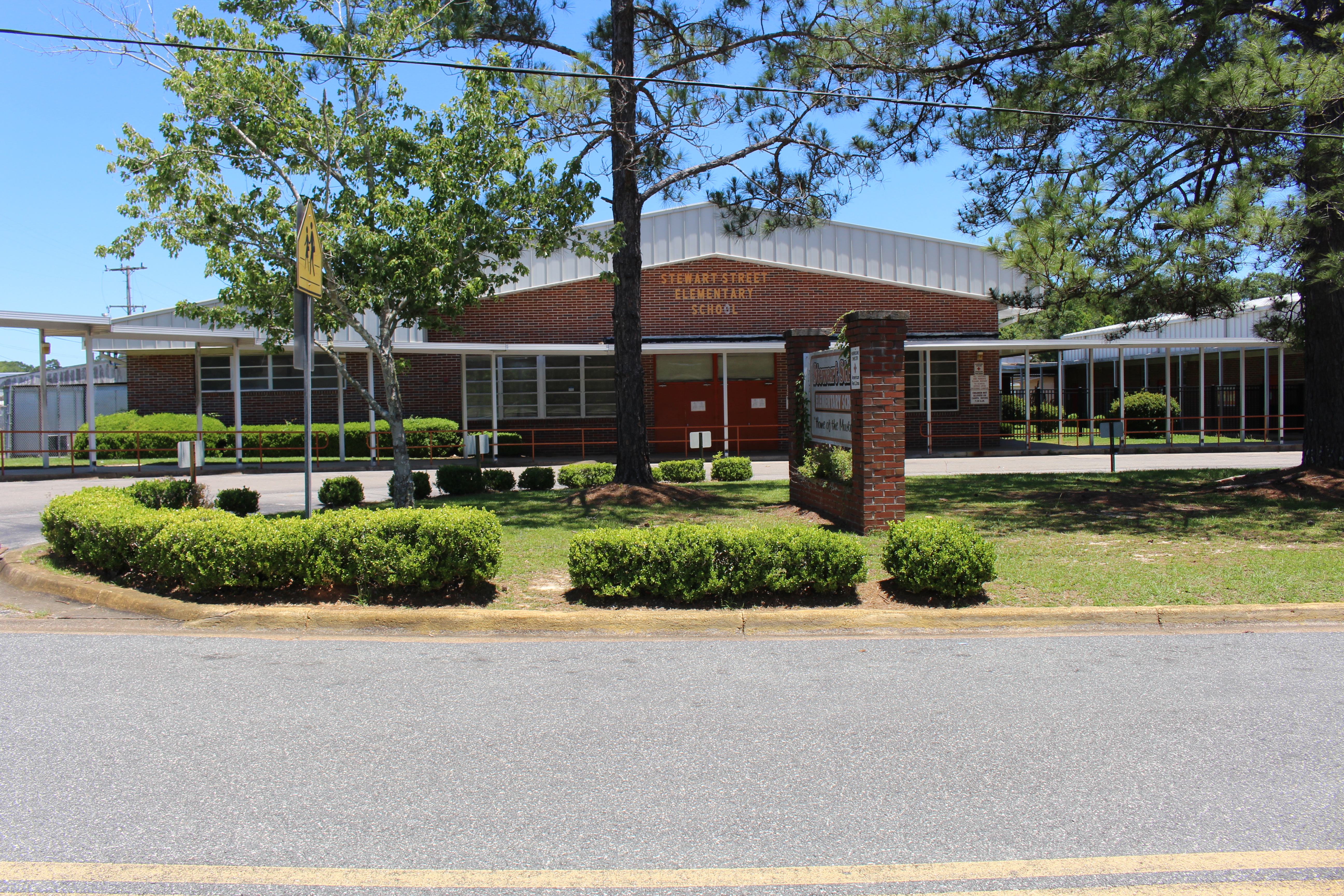

## أعلام
- باتريشيا ستيفنز ديو
- بين هودجز
- ناثان ك. ماكجيل
- جيم باتلر
- بيلي دين
- ابراهام كوركيندول أليسون
- ميل ليندكويست